# Amstel Gold Race 1993
L'Amstel Gold Race 1993 fou la 28a edició de l'Amstel Gold Race. La cursa es disputà el 28 d'abril de 1993, sent el vencedor final el suís Rolf Jaermann, que s'imposà a l'esprint al seu company d'escapada en la meta de Maastricht.
158 ciclistes hi van prendre part, acabant la cursa 87 d'ells.

## Classificació final
|    | Ciclista            | Equip                  | Temps      |
| -- | ------------------- | ---------------------- | ---------- |
| 1  | Rolf Jaermann       | Ariostea               | 6h 40' 04" |
| 2  | Gianni Bugno        | Gatorade               | m. t.      |
| 3  | Jens Heppner        | Team Telekom           | + 1' 02"   |
| 4  | Maurizio Fondriest  | Lampre                 | + 1' 07"   |
| 5  | Maximilian Sciandri | Motorola               | m. t.      |
| 6  | Adri van der Poel   | Mercatone Uno-Zucchini | m. t.      |
| 7  | Davide Cassani      | Ariostea               | m. t.      |
| 8  | Gert-Jan Theunisse  | TVM                    | m. t.      |
| 9  | Giorgio Furlan      | Ariostea               | + 2' 17"   |
| 10 | Franco Ballerini    | GB-MG Maglificio       | m. t.      |